# Ozric Tentacles
Az Ozric Tentacles brit space-rock zenekar. Zenéjük főleg ebbe a műfajba sorolható, de több műfaj is keveredik zenéjükben: pszichedelikus rock, progresszív rock, fúziós jazz, elektronikus zene, dub, világzene, ambient. 1983-ban alakultak Somersetben. Több, mint egymillió példányt adtak el lemezeikből világszerte, annak ellenére, hogy sosem kötöttek szerződést "nagy" (major) kiadóval. Korábban Bolshem People volt a nevük.  "The Ozrics" néven is ismertek a rajongóik által. Sikerüket többek között annak köszönhetik, hogy fennállásuk alatt semmit nem változtattak stílusokon. Ed Wynne egyszer elmondta, hogy az "ozric" szó "isteni energiát" jelent, a "tentacles" (tapogatók, csápok) szót pedig csak viccből tették a végére. Magát a nevet akkor találták ki, amikor egy humoros beszélgetés keretein belül az űrlények gabonapelyhének neveit találták ki. Emiatt többször is utalnak a lemezborítóikon és számcímeikkel a gabonapehelyre. Az Ozric Tentacles a space-rock műfaj egyik legismertebb képviselője. Jellemzőik a hosszú időtartamú dalok, a hangszerek változatossága és a vidám hangulat. Magyarországon is felléptek már több alkalommal, legutóbb 2016-ban jártak nálunk.
Először 2010 novemberében léptek fel az A38 Hajón, a magyar Trottel (akik ekkor "Trottel Stereodream Experience" néven tevékenykedtek) társaságában, akik az Ozric Tentacles előzenekaraként voltak jelen. Egy évvel később, 2011-ben újból "tiszteletüket tették" hazánkban, az O.Z.O.R.A. Fesztivál nyitó zenekaraként. 2013-ban harmadszor is felléptek itthon, ekkor harmincadik jubileumuk megünneplésének alkalmából jöttek hozzánk, és szintén az A38 Hajón zenéltek. 2015-ben negyedszer is koncerteztek Magyarországon, ez alkalommal a "Technicians of the Sacred" című dupla albumuk reklámozása miatt, ekkor a magyar Óperentzia volt az előzenekar. Ekkor az Akvárium Klubban játszottak.  2016-ban ötödször is felléptek a Dürer Kertben, az izraeli Project RnL és a Sardini társaságában.

## Tagok
- Ed Wynne – gitár, billentyűk, koto, szitár
- Brandi Wynne – basszusgitár, billentyűk
- Silas Neptune – billentyűk, szintetizátor
- Szende Balázs – dobfelszerelés, ütős hangszerek

Az Ozric jelentős lett a gyakori tagcseréiről is. Balázs 2012-ben csatlakozott a zenekarhoz. A rajongók "családi vállalkozásnak" hívják az együttest, hiszen a tagok többsége Ed Wynne családjából származott.

## Diszkográfia
Stúdióalbumok
- Pungent Effulgent (1989)
- Erpland (1990)
- Strangeitude (1991)
- Jurassic Shift (1993)
- Arborescence (1994)
- Become the Other (1995)
- Curious Corn (1997)
- Waterfall Cities (1999)
- The Hidden Step (2000)
- Swirly Termination (2000)
- Spirals in Hyperspace (2004)
- The Floor's Too Far Away (2006)
- The Yumyum Tree (2009)
- Paper Monkeys (2011)
- Technicians of the Sacred (2015)
- Space for the Earth (2020)
- Lotus Unfolding (2023)

## Egyéb kiadványok
Koncertalbumok
- Live Underslunky (1992)
- Spice Doubt (1998)
- Live at the Pongmaster's Ball (2002)
- Sunrise Festival (2008)
- Live in Italy (2010)
- Live at the Academy Manchester 1992 (2011)
- Live at One World Frome Festival 1997 (2011)
- Live in Oslo (2011)
- Live in Milan (2012)
- Live in Pordenone, Italy (2013)

Válogatáslemezek
- Afterswish (1992)
- Vitamin Enhanced (1994)
- Eternal Wheel (The Best Of) (2004)
- Introducing Ozric Tentacles (2013)

Remix albumok
- Floating Seeds Remixed (1999)